# Звёздный крейсер «Галактика» (фильм)
«Звёздный крейсер „Галактика“» (англ. Saga of a Star World, англ. Battlestar Galactica) — американский телевизионный фильм, пилотный эпизод телесериала «Звёздный крейсер „Галактика“», созданного в 1978 году Гленом Ларсоном. Телепремьера фильма состоялась на телеканале ABC. Премьерный показ в кинотеатрах прошёл в Канаде, Австралии и нескольких странах Европы и Латинской Америки до телевизионной премьеры в США. Кассовые сборы составили более 20 млн долларов.

## Сюжет
Двенадцать колоний, расположенных на двенадцати планетах, ведут тысячелетнюю войну против роботоподобной расы сайлонов, стремящихся истребить человечество.
Неожиданно сайлоны передают правительству колоний, пользуясь посредничеством графа Балтара, предложение о перемирии. Только коммандер звёздного крейсера «Галактика» Адама подозревает, что сайлоны приготовили ловушку, и сообщает о своих подозрениях президенту Адару, но тот не сомневается в словах Балтара.
Адама организует специальный патруль, состоящий из лучших пилотов: его сына капитана Аполло и его друга лейтенанта Старбака. Младшему сыну Адама Заку удается уговорить взять его вместе с ними. Патруль обнаруживает, что армада сайлонов ждёт в засаде. Чтобы предупредить флот, вайперам приходится сражаться с сайлонами, и истребитель Зака оказывается уничтожен врагом.
Во время атаки сайлонов только «Галактике» удаётся отразить нападения, когда как крейсер «Атланта» с президентом на борту и несколько других кораблей гибнут в бою.
«Галактика» возвращается к своей родной планете Каприке и обнаруживает её в руинах. Флот сайлонов атаковал все двенадцать колоний. «Галактика» берёт на борт выживших и приказывает всем гражданским судам следовать за ней. Выжившие надеются найти легендарную тринадцатую колонию, расположенную на планете Земля, координаты которой были давно утеряны. Её местоположение известно только последнему лорду Кобола, планеты-колыбели человечества, которую люди покинули тысячи лет назад, чтобы устремиться к звёздам. В поисках Земли Адаме помогают его старший помощник полковник Тай, командир синего эскадрона Аполло, лейтенант Старбак и лейтенант Бумер.
Несмотря на помощь, которую граф Балтар оказал сайлонам, они собираются казнить его. В телевизионной версии он в последний момент избегает казни, помогая сайлонам в поисках человеческого флота, в киноверсии вождь сайлонов приказывает центуриону убить Балтара и тот погибает.